# Zandkronkel
De Zandkronkel (Cylindroiulus latestriatus) is een miljoenpotensoort uit de familie van de Julidae. De wetenschappelijke naam van de soort is voor het eerst geldig gepubliceerd in 1845 door Curtis.